# Bransfield-Insel
Die Bransfield-Insel (englisch Bransfield Island, spanisch Isla Bransfield) ist eine Insel der Joinville-Inseln vor der nordöstlichen Spitze der Antarktischen Halbinsel. Im Antarctic-Sund liegt sie südwestlich der D’Urville-Insel und wird von dieser durch die Burden-Passage getrennt.
Der Seefahrer Edward Bransfield, nach dem diese Insel benannt ist, kartierte ihre Küste bereits am 20. Januar 1820. James Clark Ross glaubte am 30. Dezember 1842, dass es sich um ein Kap handele, weshalb er sie als Bransfield Point benannte. Erst 1947 klärte der Falkland Islands Dependencies Survey durch Vermessungen den Inselcharakter dieser Landmasse auf. Das UK Antarctic Place-Names Committee legte 1949 die heutige Benennung fest, die im Jahr 1952 auch vom Advisory Committee on Antarctic Names übernommen wurde.